# Peksteel
De peksteel (Picipes badius) is een schimmel die behoort tot de familie Polyporaceae. Hij leeft saprotroof op dode stammen, takken en stronken van loofbomen (populier, beuk, es, wilg). De vruchtlichamen verschijnen van de lente tot de herfst, volgens Krieglsteiner in twee fasen (eind mei/begin juni en eind augustus tot begin oktober). Hij groeit alleen of in groepen.

## Kenmerken

### Uiterlijke kenmerken
Hoed
De hoed heeft een diameter van 2 tot 25 cm.  De hoed is rond (rond tot niervormig), kastanjekleurig (vaak iets lichter naar de rand toe), glad, kaal en glanzend. De hoedrand is golvend tot fladderend, scherp en dun.
Steel
De steel staat centraal aan de zijkant, 1 tot 5 cm lang en 0,5 tot 2 cm dik, fluweelachtig behaard en bruinzwart van kleur, de kleur van de steel is goed afgezet tegen de witte poriën. Het vlees is taai en dun.
Poriën
De witte onderzijde heeft zeer fijne (5 tot 8 per mm) ronde tot hoekige poriën die langs de steel lopen. De buislaag is 0,5 tot 2 mm dik.  
Geur
De paddenstoel ruikt aangenaam zoet.

### Microscopische kenmerken
De sporen zijn ellipsoïde of cilindrisch, hyaliene, glad en meten 7,5-9 × 3-5 µm. De basidia (sporendragende cellen) zijn knotsvormig met een smalle basis en hebben afmetingen van 20-30 × 7-9 µm. Net als andere leden van het geslacht Polyporus heeft deze soort een dimitisch hyfensysteem, dat bestaat uit zowel generatieve hyfen als skelethyfen. Deze eigenschap maakt het paddenstoelenweefsel hard en houtachtig. Er zijn geen cystidia aanwezig in het hymenium. Deze schimmel produceert aseksuele sporen wanneer deze in zuivere kweekomstandigheden wordt gekweekt.

### Eetbaarheid
De soort is niet eetbaar.

## Habitat
De peksteel gedijt goed in bossen en parken op vochtige, voedselrijke bodem en rijke klei. Het is een houtbewonende, witrot veroorzakende saprobiont die een breed scala aan loofbomen kan koloniseren (in Centraal-Europa beuk, wilg, populier, es, els). De soort geeft de voorkeur aan beuken- of haagbeuk-eikenbossen, alluviale bossen, populierplantages en wilgenstruiken die vochtig zijn van lucht en grond. De vruchtlichamen verschijnen op dode stammen, kleine stammen of takken, soms zeer hoog, meestal op duidelijke afstand van de grond.

## Verspreiding
Hij komt voor in Azië (Kaukasus, Centraal-Azië, Iran, Noord-India, oost naar Korea en Japan), Noord-Amerika (naar Alaska en Zuid-Groenland) en Europa. In Europa komt de soort voor van Noord-Spanje, Noord-Italië en Kroatië tot aan de Hebriden, Denemarken, Estland en Zuid-Zweden.
In Nederland komt de peksteel zeer algemeen voor. Hij staat niet op de rode lijst en is niet bedreigd.

## Taxonomie
Voor het eerst werd dit taxon in 1801 door Christiaan Hendrik Persoon beschreven als Boletus badius, later werd het opgenomen in het geslacht Polyporus. De huidige naam, erkend door Index Fungorum, werd er in 2016 bepaald door Ivan Zmitrovitsj en Aleksandr Kovalenko, waardoor het taxon werd overgedragen aan het nieuw gecreëerde geslacht Picipes.

## Foto's

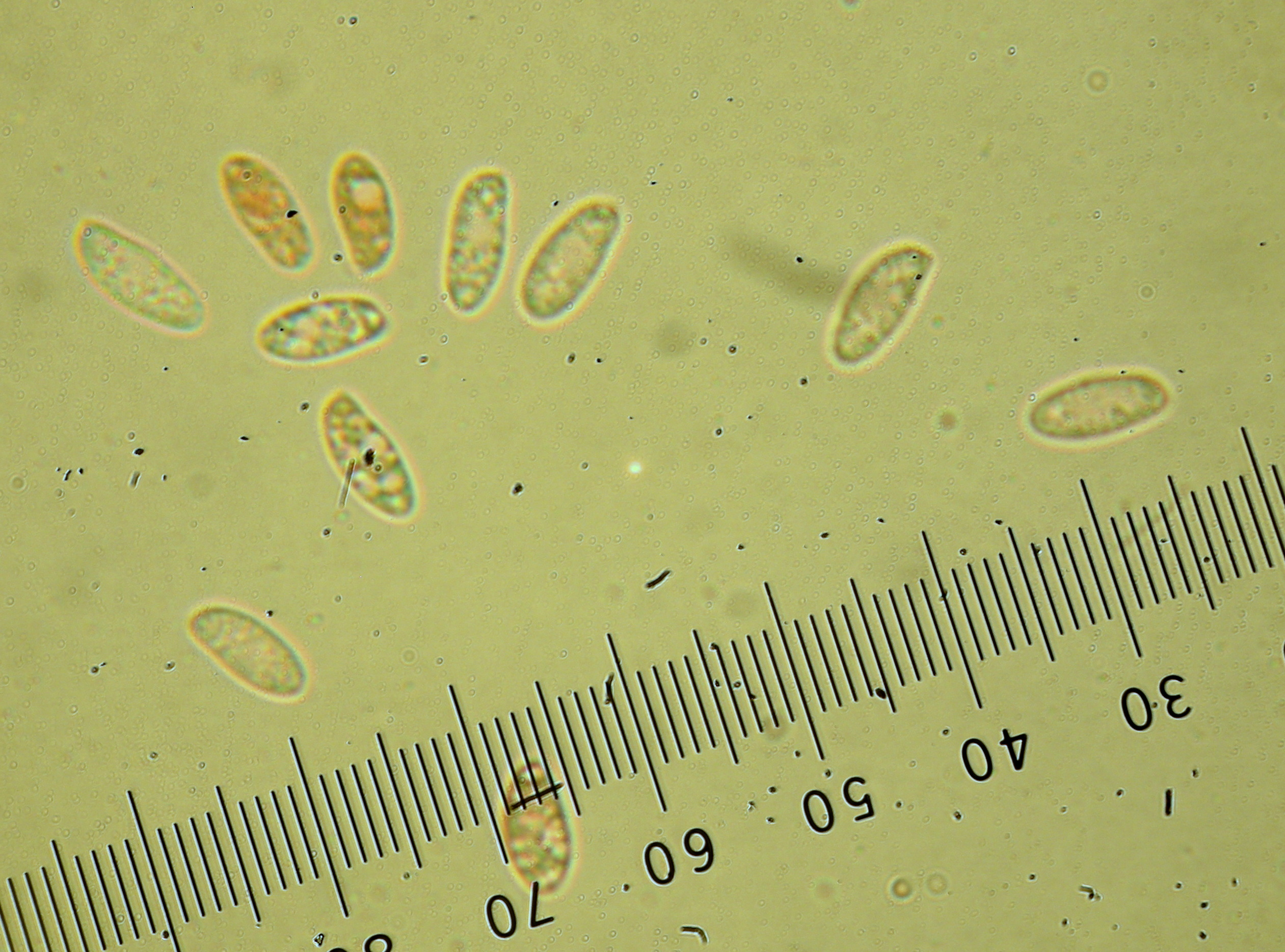
Sporen